# Zwarte Schim
De Zwarte Schim of Platneus is een fictieve schurk en aartsvijand van Mickey Mouse. Ook is hij leider van het duistere "Bondgenootschap van de Nacht". Het is een schurk, geheel in het zwart gekleed, die doorgaans de wereld wil veroveren. Zijn teken is een inktvlek.

## Biografie
De Zwarte Schim of gewoon kortweg De Schim maakte zijn debuut in het verhaal Mickey Mouse Outwits The Phantom Blot uit 1939. In dit verhaal is hij een spion die voor een organisatie een geheime formule heeft gestolen. Hij heeft deze verstopt in een camera, maar raakt de camera kwijt. Daarom probeert hij deze terug te vinden door hem in Duckstad op te sporen. Uiteindelijk wordt de Zwarte Schim gevangen door Mickey en ontmaskerd.
Desondanks keert hij in latere verhalen weer terug. In deze verhalen blijft hij gemaskerd en is hij steeds vaker zelf het meesterbrein achter een criminele bende of activiteit in plaats van dat hij voor iemand werkt. De Schim heeft allerlei machines uitgevonden om de wereld te veroveren, bijvoorbeeld een 'verdubbelaar' of een 'hydrocontroller'. Hij bedenkt vaak ingewikkelde plannen om zijn doel te bereiken. Desondanks, of het nu geluk is of een heel klein detail wat de Schim vergeten is, verijdelt Mickey Mouse met behulp van Goofy of Commissaris O'Hara en Inspecteur Zaaks altijd zijn plannen. Maar dan heeft de Schim altijd nog een vluchtplan en het is niet vaak voorgekomen dat hij achter de tralies zat. In ieder geval is het duidelijk dat dit de gevaarlijkste vijand van Mickey is.
Ook bedenkt de Schim plannen om van zijn aartsvijand af te komen. Dit is hem een paar keer bijna gelukt, maar ook hier stranden zijn plannen, of door pech, of door een detail waardoor Mickey doorheeft wat de Schim van plan is en het zo kan verijdelen.

## Identiteit
Aanvankelijk wist Mickey niet of de Zwarte Schim wel een persoon was, totdat hij zijn broer Bleke Wim tegenkomt, een goedaardige in wit geklede restauranthouder, die alleen maar positief over zijn broer is en niet kan geloven dat hij een schurk is. Vervolgens komt Mickey erachter dat achter de Zwarte Schim niemand minder dan Platneus schuil gaat.
De identiteit van de Zwarte Schim is door meer personen dan alleen Platneus gebruikt. In een verhaal denkt Goofy bijvoorbeeld dat hij de Schim is, nadat hij door een klap op zijn hoofd zijn geheugen kwijt is geraakt. De echte Schim blijkt dan gewoon achter de tralies te zitten.

## Karaktertrekjes
Hoewel de Zwarte Schim een zware boef is, liegt hij nooit. Dit is tegen zijn principes. Verder kan hij een gewelddadige dood niet aanzien. Als hij Mickey wil ombrengen, laat hij hem dan ook altijd alleen in een of andere constructie of machine die Mickey na een tijdje om moet brengen, waardoor Mickey dan kan ontsnappen of bevrijd kan worden.
Wat ook opvallend is, is dat hij alleen maar op macht belust is. Geld of waardevolle dingen interesseren hem niet.

## Donald Duck pockets
Verhalen over de Zwarte Schim komen voornamelijk voor in de Donald Duck pockets. In enkele pockets speelt hij een hoofdrol in het hoofdverhaal, namelijk in pocket 30 van de tweede reeks "Het dubbele geheim van het zwarte spook", waarin de naam Platneus wordt gebruikt. In pocket 55 van de derde reeks "Een Schimmige Surprise" speelt de Schim ook de hoofdrol, waarin hij weer een plan heeft bedacht om Mickey uit de weg te ruimen. Hij vindt een 'replicator' uit en ontvoert alle vrienden van Mickey op zijn verjaardag en stelt hem de keuze: of hij redt zichzelf of hij redt zijn vrienden. Ondertussen wil de Schim de wereld veroveren met zijn replicaten.
In de zomer van 2009 en in de herfst van 2012 heeft de Zwarte Schim een rol gespeeld in het wekelijkse stripblad Donald Duck.

## Stem
De originele stem van de Zwarte Schim werd onder andere ingesproken door Frank Welker, John O'Hurley en Giancarlo Esposito.

## De Zwarte Schim in andere talen
- Engels: The Phantom Blot
- Duits: Das Schwarze Phantom
- Deens: Slorte Slyngel
- Spaans: Máscara Negra
- Frans: Le Fantôme Noir
- Italiaans: Macchia Nera
- Noors: Spøkelseskladden
- Portugees: Mancha Negra
- Zweeds: Spökplumpen